# Nakskovkredsen
Nakskovkredsen var en opstillingskreds i Storstrøms Amtskreds fra 1971 til 2006. I 1920-1970 var opstillingskredsen en del af Maribo Amtskreds. Kredsen var en valgkreds fra 1849 til 1919. Kredsen blev nedlagt i 2007. Området indgår nu i Sjællands Storkreds. 
Den 8. februar 2005 var der 21.490 stemmeberettigede vælgere i kredsen.
Kredsen rummede i 2005 flg. kommuner og valgsteder::
1. Højreby Kommune
  1. Avnede Sogn
  2. Halsted Sogn
  3. Landet-Ryde Sogne
  4. Søllested/Skovlænge/Gurreby So
  5. Vesterborg Sogn
2. Nakskov Kommune
  1. 1.Kreds.
  2. 2.Kreds.
  3. 3.Kreds.
  4. 4.Kreds.
  5. 5.Kreds.
  6. 6.Kreds
3. Ravnsborg Kommune
  1. Birket
  2. Fejø
  3. Femø
  4. Horslunde
  5. Købelev
  6. Sandby
  7. Utterslev
  8. Vindeby
4. Rudbjerg Kommune
  1. Dannemare
  2. Kappel
  3. Langø
  4. Tillitse
  5. Vestenskov

## Folketingsmedlemmer valgt i Nakskovkredsen
I Trap Danmarks 5. udgave er angivet de valgte folketingsmedlemmer i Nakskovkredsen fra det første folketingsvalg i 1849, til kredsen ophørte som en selvstændig valgkreds:
- 1849-1853: Johan Wegener, sognepræst (Højre)
- 1853-1857: J.C. Lindberg, dr. phil. (Venstre)
- 1858     : G.H. Lorange, glarmester (Venstre)
- 1858-1861: Peder Pedersen Ludvig, gårdejer (Venstre)
- 1861-1864: Carl Jensen, proprietær (Højre)
- 1864-1866: Christian Juel, overretsprokurator (Højre)
- 1866     : P.M. Lund, sognepræst (Højre)
- 1866-1869: Hother Hage, byfoged (nationalliberal)
- 1869-1873: Peder Pedersen Ludvig, gårdejer (Venstre)
- 1873-1881: J.S. Steffensen, gårdejer (Højre)
- 1881-1884: Lars Jørgensen, lærer (Venstre)
- 1884-1887: Chr. Fr. Weeke, sagfører (Højre)
- 1887-1890: Niels Neergaard, redaktør (Venstre)
- 1890-1895: Holger Hammerich, ingeniør (Højre)
- 1895-1913: Ludvig Reventlow, godsejer (Højre)
- 1913-1918: Sophus Bresemann, borgmester (Socialdemokratiet)